# Lauren German
Pour les articles homonymes, voir German.
Lauren German est une actrice américaine née le 29 novembre 1978 à Huntington Beach, Californie.
Elle est surtout connue pour avoir incarné Chloé Decker dans la série télévisée Lucifer.

## Biographie et carrière
Lauren Christine German est née le 29 novembre 1978 à Huntington Beach, Californie.
Elle a étudié la danse à l'Orange County High School of the Arts.
Elle débute à la télévision en 1999 dans Undressed, puis au cinéma dans In Love en 2000.
On la retrouve en 2001 dans 7 à la maison, mais elle s'illustre principalement au cinéma entre 2002 et 2008.
Entre 2011 et 2012, elle joue Lori Weston dans Hawaii 5-0. Après cela et jusqu'en 2015, elle interprète Leslie Elizabeth Shay dans Chicago Fire. Après son départ, elle incarne depuis 2016 un des rôles principaux aux côtés de Tom Ellis dans la série télévisée Lucifer. Elle incarne la détective Chloé Decker.En 2018, la FOX annule la série, mais cette dernière est reprise peu de temps après par Netflix,.

## Filmographie

### Cinéma
- 2000 : In Love (Down to You) : Une femme amoureuse de sa compagne Marina ivakov
- 2002 : Le Temps d'un automne (A Walk to Remember) : Belinda
- 2002 : Dead Above Ground de Chuck Bowman : Darcy Peters
- 2002 : A Midsummer Night's Rave  Elena
- 2003 : Massacre à la tronçonneuse (The Texas Chainsaw Massacre) : Une adolescente
- 2005 : Rx : Melissa Mc Garret
- 2005 : Standing Still de Matthew Cole Weiss : Jennifer
- 2005 : Piggy Banks de Morgan J.Freeman : Gertle
- 2007 : It Is Fine ! Everything Is Fine de David Brothers et Crispin Glover : Ruth
- 2007 : You Are Here d'Henry Pincus : Cassie
- 2007 : Love and Mary d'Elizabeth Harrison : Mary
- 2007 : Hostel, chapitre II d'Eli Roth : Beth
- 2008 : Mating Dance de Cate Caplin : Abby
- 2008 : What We Do Is Secret de Rodger Grossman : Belinda
- 2009 : Made for Each Over de Daryl Goldberg : Catherine
- 2009 : Dark Country de Thomas Jane : Gina
- 2011 : The Divide de Xavier Gens : Eva

## Télévision

### Séries télévisées
- 1999 : Undressed : Kimmy
- 2002 : On the Road Again (Going to California) : Tiffany
- 2005 : Sex, Love and Secrets : Rose
- 2010 : Happy Town : Henley Boone / Chloe
- 2011 : Human Target : La Cible (Human Target) : Angie Anderson
- 2011 : Memphis Beat : Kaylee Slater
- 2011 - 2012 : Hawaii 5-0 : Lori Weston
- 2012 - 2015 : Chicago Fire : Leslie Elizabeth Shay
- 2014 : Chicago P.D : Leslie Elizabeth Shay
- 2016 -  2021 : Lucifer : Chloé Decker

### Téléfilms
- 2001 : Shotgun Love Dolls : Beth
- 2003 : The Lone Ranger (en) : Emily Landry
- 2006 : Parlez-moi de Sara (Surrender Dorothy) : Maddy

## Distinctions

### Nominations
- 2007 : Scream Awards de la meilleure révélation féminine dans un film d'épouvante pour Hostel, chapitre II (2007).

## Voix francophones
En version française, Lauren German est dans un premier temps doublée par Catherine Hamilty dans Massacre à la tronçonneuse, Dorothée Pousséo dans Dark Country (en), Laurence Sacquet dans Happy Town et Marie Diot dans The Divide.
La doublant une première fois  dans Hawaii 5-0 en 2011, Stéphanie Lafforgue devient la voix régulière de l'actrice au cours des années 2010, la retrouvant dans Chicago Fire, Chicago PD et Lucifer.
En version québécoise, Camille Cyr-Desmarais double Lauren German dans Une promenade inoubliable, tout comme Rose-Maïté Erkoreka dans Le Grand Jour et Kim Jalabert dans L'Auberge 2.